# Marian Enache

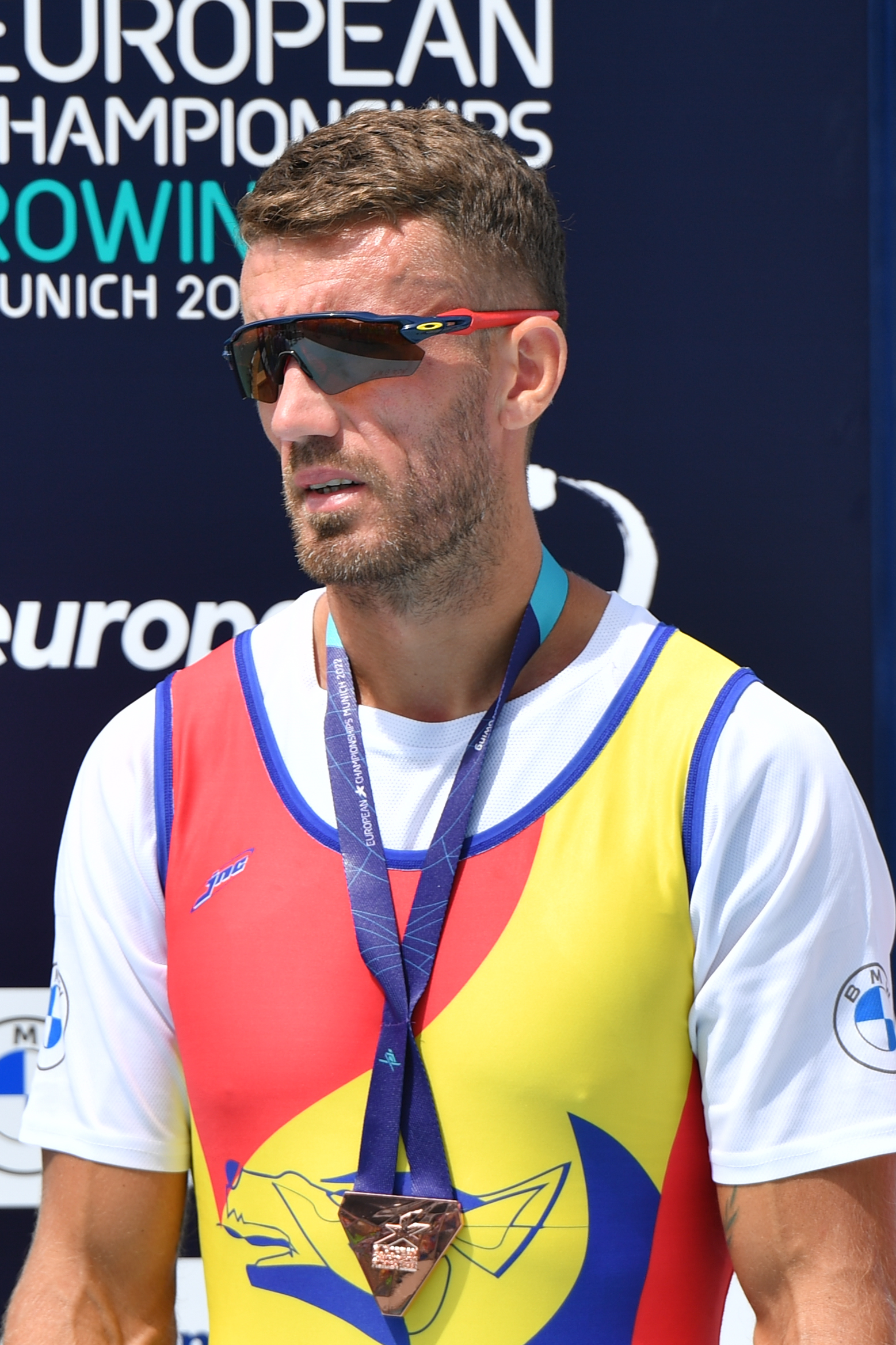
Marian Enache mit einer Bronzemedaille bei den Europameisterschaften 2022

Marian Florian Enache oder Marin Florin Enache (* 5. August 1995 in Târgu Cărbunești) ist ein rumänischer Ruderer, der 2024 Europameister und Olympiasieger wurde.

## Sportliche Karriere
Der Zweimetermann Enache rudert für Dinamo Bukarest.
Enache gewann 2012 eine Bronzemedaille im Doppelvierer bei den Junioren-Weltmeisterschaften in Plowdiw. Im Jahr darauf wurde er im Doppelzweier Zweiter bei den Junioren-Weltmeisterschaften in Trakai.
2018 bei den Europameisterschaften in Glasgow wurde er zusammen mit Ioan Prundeanu Zweiter im Doppelzweier mit einer halben Sekunde Rückstand auf die Franzosen Hugo Boucheron und Matthieu Androdias und 0,13 Sekunden Vorsprung auf die drittplatzierten Briten. Bei den Weltmeisterschaften in Plowdiw siegten ebenfalls die Franzosen, Prundeanu und Enache wurden Sechste mit zwölf Sekunden Rückstand auf die Medaillenränge. 2019 bei den Europameisterschaften in Luzern siegte der polnische Doppelzweier vor dem Boot aus der Schweiz. 0,36 Sekunden hinter den Schweizern erruderten die beiden Rumänen die Bronzemedaille. Bei den Weltmeisterschaften in Linz/Ottensheim wurden die beiden Rumänen wie im Vorjahr Sechste. Wegen der COVID-19-Pandemie wurden die Olympischen Spiele verschoben. Im Oktober 2020 fanden aber in Posen die Europameisterschaften 2020 statt, die beiden Rumänen ruderten auf den fünften Platz mit dreieinhalb Sekunden Rückstand auf die drittplatzierten Iren. 2021 bvelegten die Rumänen den zehnten Platz bei den Europameisterschaften in Varese. Bei den Olympischen Spielen in Tokio erreichten die Rumänen das B-Finale im Doppelzweier und wurden Dritte, also Neunte in der Gesamtwertung.
2022 wechselte Enache in den Doppelvierer. Bei den Europameisterschaften in München wurden Mihai Chiruță, Ciprian Tudosă, Ioan Prundeanu und Marian Enache Dritte mit 0,42 Sekunden Rückstand auf die zweitplatzierten Polen. Bei den Weltmeisterschaften in Račice u Štětí wurden die Rumänen Sechste hinter fünf europäischen Booten. 2023 folgten der fünfte Platz bei den Europameisterschaften 2023 in Bled und der siebte Platz bei den Weltmeisterschaften 2023 in Belgrad. 2024 bildete Enache einen Doppelzweier mit Andrei Cornea. Bei den Europameisterschaften in Szeged gewannen die beiden mit sechseinhalb Sekunden Vorsprung auf die zweitplatzierten Spanier. Drei Monate später bei den Olympischen Spielen in Paris gewannen die Rumänen ihren Vorlauf und wurden Dritte im Halbfinale. Im Doppelzweier-Finale siegten die Rumänen mit fast anderthalb Sekunden Vorsprung vor den niederländischen Weltmeistern von 2023 Melvin Twellaar und Stef Broenink.